# Diane van Es
Diane Gabriëlla van Es (Rotterdam, 22 marzo 1999) è una mezzofondista olandese, ha vinto la medaglia d'argento ai campionati europei nei 10000 metri piani.

## Record nazionali
Seniores
- 10 km su strada: 30'29" ( Schoorl 12 febbraio 2023)

## Progressione

### 3000 metri piani
| Stagione | Misura     | Luogo          | Data      | Rank. Mond. |
| -------- | ---------- | -------------- | --------- | ----------- |
| 2025     | 8'38"12    | Rabat          | 25-5-2025 |             |
| 2023     | 8'56"28    | Oslo           | 15-6-2023 |             |
| 2022     | 8'49"55    | Chorzów        | 6-8-2022  |             |
| 2021     | 9'01"32(i) | Apeldoorn      | 10-2-2021 |             |
| 2020     |            |                |           |             |
| 2019     | 9'26"87    | Leida          | 8-9-2019  |             |
| 2018     | 9'23"02    | Lokeren        | 24-6-2018 |             |
| 2017     | 9'49"61    | L'Aia          | 20-5-2017 |             |
| 2016     | 10'01"99   | Oud Beijerland | 21-4-2016 |             |
| 2015     | 9'26"31    | Lokeren        | 25-5-2015 |             |
| 2014     | 10'07"42   | Amsterdam      | 5-7-2014  |             |
| 2013     | 10'30"94   | Eindhoven      | 29-6-2013 |             |

### 5000 metri piani
| Stagione | Misura   | Luogo      | Data      | Rank. Mond. |
| -------- | -------- | ---------- | --------- | ----------- |
| 2024     | 15'18"40 | Bergen     | 3-6-2025  |             |
| 2024     | 15'15"70 | Hengelo    | 28-6-2024 |             |
| 2022     | 15'20"79 | Manchester | 3-6-2022  |             |
| 2021     | 15'07"52 | Nijmegen   | 29-5-2021 |             |
| 2020     | 15'44"50 | Utrecht    | 29-8-2020 |             |
| 2019     | 15'59"68 | Karlsruhe  | 18-5-2019 |             |
| 2018     | 16'44"96 | Emmeloord  | 15-6-2018 |             |
| 2017     | 16'46"80 | Vught      | 30-6-2017 |             |
| 2014     | 17'26"35 | Amsterdam  | 27-7-2014 |             |

### 10000 metri piani
| Stagione | Misura   | Luogo  | Data      | Rank. Mond. |
| -------- | -------- | ------ | --------- | ----------- |
| 2025     | 31'08"05 | Oslo   | 11-6-2025 |             |
| 2024     | 30'57"24 | Roma   | 11-6-2024 |             |
| 2023     | 31'02"24 | Walnut | 6-5-2023  |             |
| 2020     | 33'20"73 | Leida  | 19-9-2020 |             |
| 2019     | 34'29"91 | Leida  | 8-6-2019  |             |

## Palmarès
| Anno | Manifestazione  | Sede     | Evento        | Risultato | Prestazione | Note                          |
| ---- | --------------- | -------- | ------------- | --------- | ----------- | ----------------------------- |
| 2017 | Europei U20     | Grosseto | 3000 m piani  | 13ª       | 9'55"43     |                               |
| 2018 | Europei cross   | Tilburg  | Donne U20     | 29ª       | 14"29"      |                               |
| 2018 | Europei cross   | Tilburg  | Squadre U20   | Argento   | 28 pt.      |                               |
| 2019 | Europei U23     | Gävle    | 5000 m piani  | 13ª       | 16'09"28    |                               |
| 2019 | Europei cross   | Lisbona  | Donne U23     | 11ª       | 21'53"      |                               |
| 2019 | Europei cross   | Lisbona  | Squadre U23   | Oro       | 17 pt.      |                               |
| 2021 | Europei U23     | Tallinn  | 5000 m piani  | Bronzo    | 15'48"4     | m                             |
| 2021 | Giochi olimpici | Tokyo    | 5000 m piani  | Batteria  | 15'47"01    |                               |
| 2021 | Europei cross   | Dublino  | Donne U23     | 43ª       | 22"25       |                               |
| 2022 | Europei         | Monaco   | 5000 m piani  | 13ª       | 15'26"44    |                               |
| 2023 | Mondiali        | Budapest | 10000 m piani | 13ª       | 32'05"85    | [ 2 ]                         |
| 2024 | Europei         | Roma     | 10000 m piani | Argento   | 30'57"24    | Miglior prestazione personale |
| 2024 | Giochi olimpici | Parigi   | 10000 m piani | 16ª       | 31'25"51    | [ 3 ]                         |

## Campionati nazionali
- 3 volte campionessa nazionale olandese dei 5000 m piani (2020, 2022, 2024)
- 1 volta campionessa nazionale olandese dei 10 km su strada (2023)

2014
- 8ª ai campionati olandesi indoor (Apeldoorn), 3000 m piani - 10'12"11
- 6ª ai campionati olandesi (Amsterdam), 5000 m piani - 17'26"35

2016
- 8ª ai campionati olandesi (Amsterdam), 1500 m piani - 4'38"25

2019
- Bronzo ai campionati olandesi (Leida), 10000 m piani - 34'29"91
- 5ª ai campionati olandesi (L'Aia), 5000 m piani - 16'44"99

2020
- Oro ai campionati olandesi (Utrecht), 5000 m piani - 15'44"50

2021
- Bronzo ai campionati olandesi indoor (Apeldoorn), 3000 m piani - 9'16"22
- Argento ai campionati olandesi (Breda), 1500 m piani - 4'15"53

2022
- Oro ai campionati olandesi (Apeldoorn), 5000 m piani - 15'48"38

2023
- Oro ai campionati olandesi (Schoorl), 10 km su strada - 30'29"

2024
- Oro ai campionati olandesi (Hengelo), 5000 m piani - 15'15"70

## Altre competizioni internazionali
2015
- Oro al Festival olimpico della gioventù europea ( Tbilisi), 3000 m piani - 9'58"49

2021
- Bronzo ai Campionati europei a squadre, ( Cluj-Napoca), 3000 m piani - 9'07"41
- 4ª alla BOclassic, ( Bolzano), 5 km - 16'16"

2022
- 12ª al Kamila Skolimowska Memorial ( Chorzów), 3000 m piani - 8'49"55

2023
- 4ª alla New York City Half Marathon, ( New York), Mezza maratona - 1h10'43"
- 14ª ai Bislett Games ( Oslo), 3000 m piani - 8'56"28

2024
- 5ª alla New York City Half Marathon, ( New York), Mezza maratona - 1h12'03"

2025
- Bronzo ai Campionati europei a squadre di atletica leggera ( Madrid), 5000 m piani - 15'59"41